# Seccagrande
Seccagrande (Siccaranni in siciliano) è una frazione di 468 abitanti di Ribera, comune italiano della provincia di Agrigento in Sicilia.
È abitata soprattutto nel periodo estivo.

## Geografia fisica

### Clima
La costante di queste aree è il clima di tipo "Mediterraneo" con temperatura media di 26 - 28 °C in luglio ed agosto e con punte massime di 40 - 42 °C.
- Classificazione climatica: zona C, 974 GG[2].

## Storia
Seccagrande si sviluppa come residenza estiva per i Riberesi e diviene negli anni centro di attrazione turistica.
Dopo l'estate del 2011 il punteruolo rosso attacca e porta alla morte la quasi totalità delle palme che caratterizzavano il lungomare di Seccagrande.

## Società

### Tradizioni e folclore
Caratteristica è la tradizionale notte di Ferragosto (tra il 14 ed il 15 agosto) nella quale centinaia di "Falò" si concentrano in riva al mare, creando uno spettacolo che arriva fino alle spiagge ed ai chioschi di Pianagrande, il tutto animato da musica, danze, e cibo tipico.
La sera del 15 agosto vengono proposti i fuochi di artificio a ritmo di musica.

## Infrastrutture e trasporti

### Strade
La Strada statale 115 dista da Seccagrande meno di 1 km. Da qui sono facilmente raggiungibili i siti di maggiore interesse turistico della Sicilia come Agrigento e la sua Valle dei Templi, Eraclea Minoa, Sciacca, Selinunte, Palermo e Piazza Armerina.

### Mobilità urbana
Il servizio di trasporto urbano su gomma che collega tutto l'anno Seccagrande e Ribera è curato dall'azienda C.A.R..

## Galleria d'immagini

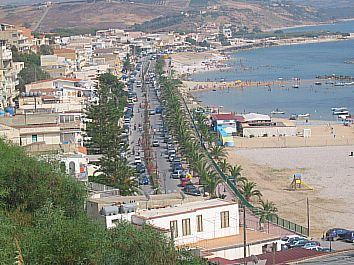
Panorama lungomare di Seccagrande
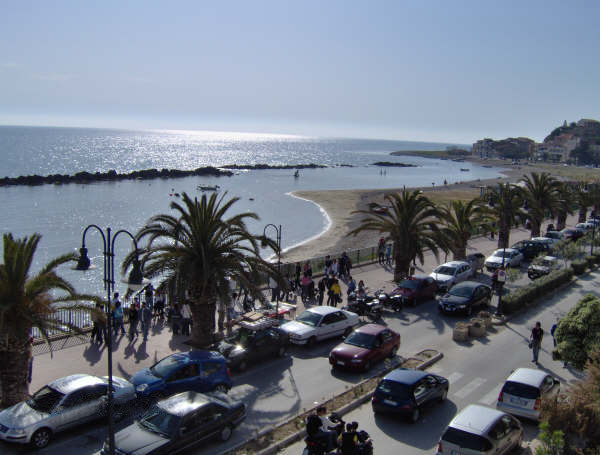
Lungomare di Seccagrande
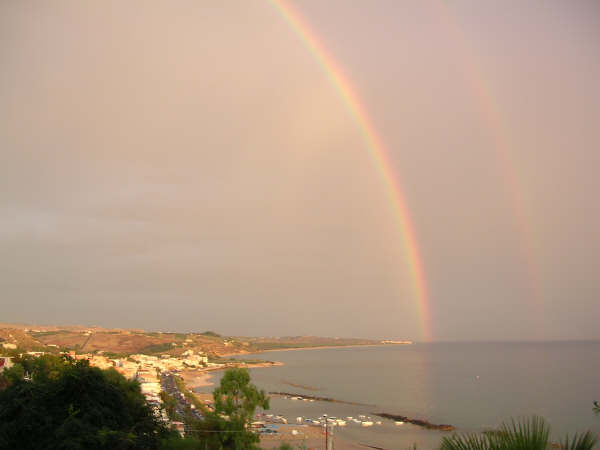
Veduta di Seccagrande
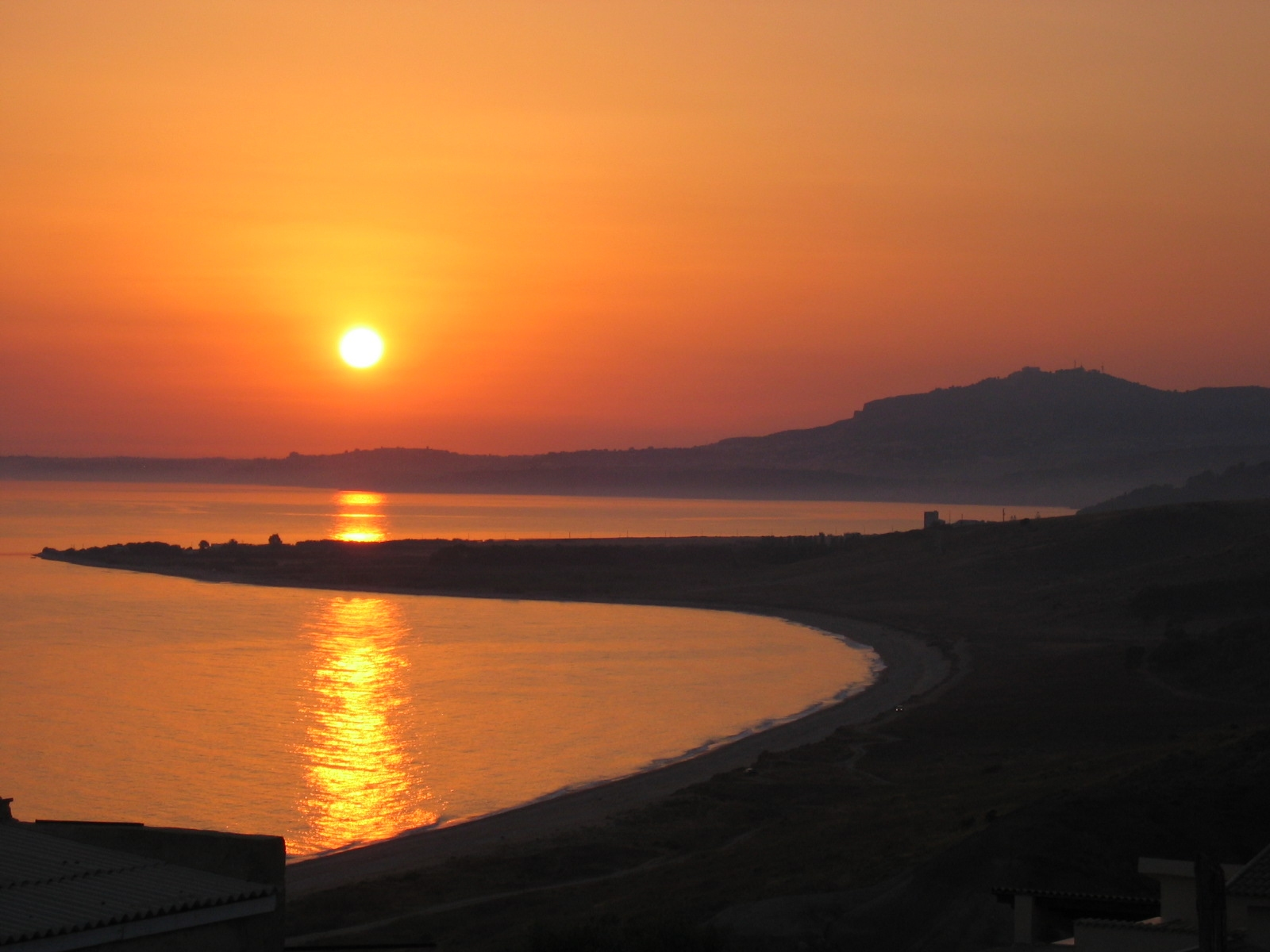
Tramonto a Seccagrande. Sullo sfondo Sciacca.